# راکبریج (اوهایو)
راکبریج (به انگلیسی: Rockbridge) یک منطقهٔ مسکونی در ایالات متحده آمریکا است که در شهرستان هوکینگ، اوهایو واقع شده‌است. راکبریج ۰٫۹۸ کیلومتر مربع مساحت و ۱۸۲ نفر جمعیت دارد و ۲۳۱٫۶۵ متر بالاتر از سطح دریا واقع شده‌است.